# Cupa României 2002-2003
Ediția 2002-2003 a fost a 65-a ediție a Cupei României la fotbal. A fost câștigată de Dinamo București, care a învins-o în finală pe FC Național București.

## Desfășurare
În șaisprezecimi au participat 32 de echipe, fază în care intrau și echipele din Divizia A. În faza optimior meciurile s-au jucat pe teren neutru. Dacă după 90 de minute scorul era egal se jucau două reprize de prelungiri a câte 15 minute. Dacă după prelungiri scorul era tot egal, se aplica regula golului de aur.

## Șaisprezecimi
| Data             | Echipă gazdă        |   | Echipă oaspete     | Rezultat   |
| ---------------- | ------------------- | - | ------------------ | ---------- |
| 6. November 2002 | F.C. Baia Mare      | – | FC Brașov          | 0:1 GA     |
|                  | Inter Gaz București | – | UTA Arad           | 0:1 GA     |
|                  | Rapid II            | – | Rapid București    | 1:5        |
|                  | Câmpia Turzii       | – | Oțelul Galați      | 3:0        |
|                  | Progresul Caracal   | – | FC Național        | 0:3        |
|                  | CFR Cluj            | – | Sportul Studențesc | 1:0        |
|                  | Focșani             | – | Poli Timișoara     | 1:0        |
|                  | Politehnica Iași    | – | Ceahlăul           | 2:1 GA     |
|                  | Minerul Motru       | – | FCM Bacău          | 5:6 (pen.) |
|                  | Năvodari            | – | FCU Craiova        | 3:2        |
|                  | FC Bihor            | – | Gloria Bistrița    | 7:6 (pen.) |
|                  | Petrolul Ploiești   | – | Steaua București   | 0:1 GA     |
|                  | CF Predeal          | – | Farul              | 1:6        |
|                  | CSM Reșița          | – | Argeș Pitești      | 1:3        |
|                  | CSM Roman           | – | Astra Ploiești     | 0:3        |
|                  | UMT Timișoara       | – | Dinamo București   | 0:1        |

## Optimi
| Dată              | Oraș            | Gazdă            |   | Oaspete          | Rezultat   |
| ----------------- | --------------- | ---------------- | - | ---------------- | ---------- |
| 27 noiembrie 2002 | București       | Dinamo București | – | Steaua București | 3:0        |
|                   | Buzău           | Astra Ploiești   | – | Focșani          | 1:0        |
|                   | Ploiești        | Argeș Pitești    | – | Rapid București  | 3:1 (pen.) |
|                   | Ploiești        | Farul            | – | FC Bihor         | 2:1        |
|                   | Sfântu Gheorghe | FCM Bacău        | – | Câmpia Turzii    | 3:1        |
|                   | Târgu Mureș     | CFR Cluj         | – | FC Brașov        | 2:1 GA     |
|                   | Târnăveni       | Politehnica Iași | – | UTA Arad         | 1:0 GA     |
|                   | Urziceni        | FC Național      | – | Năvodari         | 3:0        |

## Sferturi
Turul a avut loc pe 12 martie 2003, iar returul pe 2 aprilie 2003.
| Gazdă            | Scor | Oaspete          | Tur | Retur |
| ---------------- | ---- | ---------------- | --- | ----- |
| FC Național      | 5:0  | CFR Cluj         | 4:0 | 1:0   |
| Politehnica Iași | 1:3  | Astra Ploiești   | 1:2 | 0:1   |
| Farul            | 2:3  | Dinamo București | 0:1 | 2:2   |
| Argeș Pitești    | 5:1  | FCM Bacău        | 5:1 | 0:0   |

## Semifinale
Turul a avut loc pe 23 aprilie 2003, iar returul pe 14 mai 2003.
| Gazdă          | Scor | Oaspete          | Tur | Retur  |
| -------------- | ---- | ---------------- | --- | ------ |
| FC Național    | 5:2  | Argeș Pitești    | 4:0 | 1:2    |
| Astra Ploiești | 3:4  | Dinamo București | 2:1 | 1:3 GA |

## Finala
| 31 mai 2003 20:00 | Dinamo București | 1 – 0 | FC Național | Stadionul Național, București Spectatori: 25.000 Arbitru: Thierry Auriac (Franța) |
| 31 mai 2003 20:00 | 30' Iulian Tameș |       |             | Stadionul Național, București Spectatori: 25.000 Arbitru: Thierry Auriac (Franța) |

| DINAMO BUCUREȘTI: |                   |     |
|                   |                   |     |
| P                 | Daniel Tudor      |     |
| F                 | Giani Kiriță      |     |
| F                 | Bogdan Onuț       |     |
| F                 | Gabriel Tamaș     | 71' |
| M                 | Florentin Petre   | 92' |
| M                 | Ștefan Grigorie   | 74' |
| M                 | Dan Alexa         |     |
| M                 | Iulian Tameș      |     |
| M                 | Cornel Frăsineanu |     |
| A                 | Ionel Dănciulescu |     |
| A                 | Cosmin Bărcăuan   |     |
| Înlocuiri:        |                   |     |
| F                 | Ovidiu Burcă      | 71' |
| M                 | Viorel Domocoș    | 74' |
| M                 | Vlad Munteanu     | 92' |
| Antrenor:         |                   |     |
| Ioan Andone       |                   |     |

| FC NAȚIONAL: |                   |     |
|              |                   |     |
| P            | Bogdan Vintilă    |     |
| F            | Cornel Buta       |     |
| F            | Tiberiu Curt      |     |
| F            | Flavius Moldovan  |     |
| F            | Petre Marin       |     |
| M            | Stelian Carabaș   | 46' |
| M            | Dan Petrescu      |     |
| M            | Adrian Olah       |     |
| M            | Gigel Coman       |     |
| A            | Gabriel Caramarin | 89' |
| A            | Slaviša Mitrović  |     |
| Înlocuiri:   |                   |     |
| M            | Sergiu Radu       | 46' |
| A            | Victoraș Iacob    | 89' |
| Antrenor:    |                   |     |
| Walter Zenga |                   |     |